# Jens Pramann
Jens Pramann (* 20. Januar 1942 in Hamburg) (gest. 20. März 2013 in Hamburg) ist ein deutscher Politiker (Partei Rechtsstaatlicher Offensive).

## Person und Beruf
Pramann fuhr nach Schule und Lehre zur See. 1963 heiratete er, 1965 wurde sein Sohn geboren. 1967 begann seine Tätigkeit bei der Margarine-Union (Unilever). Seit 1995 ist er Vorpensionär. Sein Hobby ist das Segeln.

## Politik
Pramann war von Oktober 2001 bis März 2004 Mitglied der Bürgerschaft der Freien und Hansestadt Hamburg. Als Landtagsabgeordneter war er Mitglied des Eingaben- sowie des Bau- und Verkehrsausschusses.
| Personendaten    | Personendaten                                                  |
| ---------------- | -------------------------------------------------------------- |
| NAME             | Pramann, Jens                                                  |
| KURZBESCHREIBUNG | deutscher Politiker (Partei Rechtsstaatlicher Offensive), MdHB |
| GEBURTSDATUM     | 20. Januar 1942                                                |
| GEBURTSORT       | Hamburg                                                        |